# Aprostocetus ghananensis
Aprostocetus ghananensis är en stekelart som först beskrevs av Miktat Doganlar 1993.  Aprostocetus ghananensis ingår i släktet Aprostocetus och familjen finglanssteklar. Inga underarter finns listade i Catalogue of Life.